# نيل فرانزن
نيل فرانزن (بالإنجليزية: Nell Franzen)‏ هي ممثلة أمريكية، ولدت في 17 نوفمبر 1889 في بورتلاند في الولايات المتحدة، وتوفيت في 21 أغسطس 1973 في أورانج في الولايات المتحدة.

## وصلات خارجية
- نيل فرانزن على موقع IMDb (الإنجليزية)